# Kiiltomato.net
A Kiiltomato.net (svédül Lysmasken) egy finn irodalomkritikai online folyóirat, melyet 2000-ben alapítottak. Kiadója a Lukukeskus nevű, 1972-ben írói és szakmai szervezetek által alapított országos olvasásnépszerűsítő szervezet.
A kétnyelvű kiadványban finnül és svédül is megjelennek az írások. 2020 végéig több mint 4000 könyvismertetés jelent meg a weboldalon.  A Kiiltomado a finn és svéd nyelvű szépirodalmat, valamint különösen az irodalommal foglalkozó non-fiction könyveket értékeli. Archívuma mintegy 4000 könyvismertetést tartalmaz, és évente körülbelül 200 új recenzió jelenik meg. 
2021-ben Ville Hämäläinent választották meg a kiadvány főszerkesztőjének. Korábbi főszerkesztői: Aleksis Salusjärvi, Karo Hämäläinen (2007 és 2014 között), Kari Levola.
A Kiiltomato 2010-ben elnyerte a Tatu Vaaskivi finn kritikus nevét viselő emlékplakettet.

## Fordítás
- Ez a szócikk részben vagy egészben  a   Kiiltomato.net című finn Wikipédia-szócikk ezen változatának fordításán alapul.  Az eredeti cikk szerkesztőit annak laptörténete sorolja fel. Ez a jelzés csupán a megfogalmazás eredetét és a szerzői jogokat jelzi, nem szolgál a cikkben szereplő információk forrásmegjelöléseként.